# Robert Walter Campbell Shelford

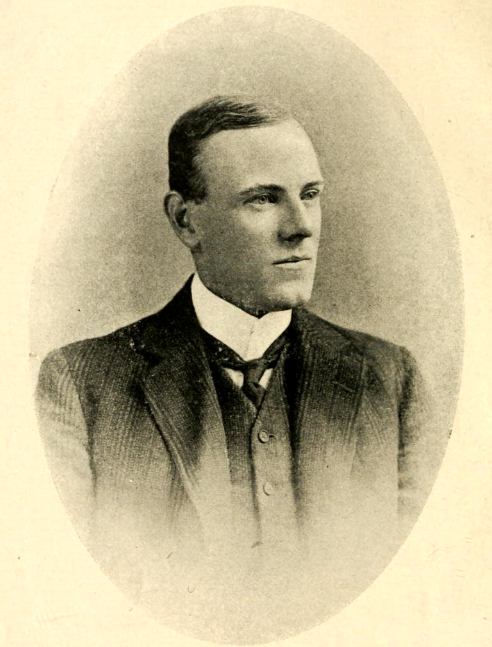
Robert Walter Campbell Shelford

Robert Walter Campbell Shelford (* 3. August 1872 in Singapur; † 22. Juni 1912 in Margate) war ein britischer Entomologe, Museumsdirektor und Naturforscher mit dem Spezialgebiet Entomologie und Mimikri bei Insekten; er spezialisierte sich auf Blattidae, einer Familie innerhalb der Schaben und widmete sich grundlegenden Arbeiten zu Stabheuschrecken.

## Biographie
Robert Walter Campbell Shelford wurde am 3. August 1872 in Singapur als Sohn eines bedeutenden britischen Kaufmanns geboren. Nach einem Unfall im Alter von drei Jahren, entwickelte sich bei ihm ein Hüftgelenkschaden, der ihn über Jahre hinaus behinderte. Die meiste Zeit musste er im Liegen verbringen. Seine Beweglichkeit wurde nach einer Operation im Alter von zehn Jahren wieder besser, aber es war ihm als Kind unmöglich an sportlichen Aktivitäten teilzunehmen; erst als Student in Oxford fand er Gefallen am Golfspiel. Die für den Gelenkschaden verantwortliche Tuberkulose brach in seinem späteren Leben erneut aus und verursachte wahrscheinlich seinen viel zu frühen Tod.
Im Alter von 13 Jahren war seine Beweglichkeit soweit wieder hergestellt, dass er von einem Hauslehrer unterrichtet werden konnte.
Shelford studierte am King’s College London und danach am Emmanuel College, Cambridge. Nach seinem Abschluss in Cambridge ging er 1895 als Assistent von Professor L. C. Miall für das Fach Biologie an das Yorkshire College in Leeds. 1897 folgte er einem Ruf nach Sarawak als Kurator des Sarawak Museums in Kuching, wo er die nächsten sieben Jahre verbrachte. In dieser Zeit sandte er eine große Menge an Sammelstücken an seine alte Universität in Cambridge.
1902 veröffentlichte er eine vielbeachtete Monographie in der Fachzeitschrift Proceedings of the Zoological Society of London über Mimikri bei Insekten in Borneo.
Er verließ 1905 das Sarawak Museum und kehrte nach England zurück. In Oxford wurde er stellvertretender Kurator des Hope Department of Zoology am Museum der Universität Oxford. Von seiner Heimreise aus Borneo zurück nach England brachte er ebenfalls eine Menge Sammelstücke mit, die er der Hope Collection in Oxford vermachte, zusätzlich zu einer „immensen Sammlung von Insekten aus Borneo, die er der Hope Collection zwischen 1899 und 1901 während seiner Zeit als Kurator des Sarawak Museums zukommen ließ“ (Smith, 1986: 58).
Seine Hauptbeschäftigung in Oxford waren Kakerlaken, aber seine Arbeit umfasste auch andere Insekten, die er aus Borneo mitgebracht hatte sowie eine wissenschaftliche Mitarbeit in der Bücherei. Aus seiner Oxforder Zeit stammt auch die Mehrzahl seiner veröffentlichten Forschungen über Gespenstschrecken.
Am 25. Juni 1908 heiratete er Audrey Gurney aus Bath. Im April 1909 rutschte er aus und seine tuberkulöse Knochenerkrankung flammte wieder auf. Die letzten drei Jahre seines Lebens behinderte sie in weitem Maße seine Arbeit. Robert Shelford starb in Margate im Alter von nur 39 Jahren am 22. Juni 1912.

## Nach Shelford benannte Arten
Verschiedene orthopteroide Insekten wurden nach Shelford benannt. Dazu gehören eine Mantis aus Borneo: Deroplatys shelfordi (Kirby, 1903), eine Borneo-Phasmide: Baculofractum shelfordi (Bragg, 2005), zwei Gattungen Kakerlaken: Shelfordella (Adelung, 1910) und Shelfordina (Hebard, 1929) sowie 17 Arten von Kakerlaken.
Zu den nach ihm benannten Pflanzen gehören die Dischidia shelfordii-Birnen.
Shelfords Kakerlaken
Shelford beschrieb 44 neue Gattungen von Kakerlaken und 326 neue Arten.
Shelfords Orthoptera
Shelford beschrieb lediglich eine Unterart der Orthoptera, die  Gryllacris vicinissima nigratae (Shelford, 1902).

## Shelfords Phasmiden
Die überwiegende Mehrzahl der Gespenstschrecken im Sarawak Museum in Kuching wurden während Shelfords Zeit als Kurator des Museums gesammelt, wahrscheinlich trifft das auch auf die Mehrzahl der Insektengruppen der Sammlung zu. Viele der Ausstellungsstücke aus Borneo in den Sammlungen der University of Oxford und der University of Cambridge stammen ebenfalls aus der Zeit Shelfords in Sarawak.
1901 beschrieb Shelford die Eier einiger Phasmiden, die er als „Necroscia, Marmessoidea und Agondasoidea“ bezeichnete. Er notierte, dass „Phasmidae, trotz ihrer wunderbaren schützenden Ähnlichkeit mit Reisig und Blättern, die Nahrungsgrundlage der Trogonae sind“.
1908 brachte Shelford einen Katalog der Phasmidenarten Zentralamerikas heraus. Dieser basierte auf den Veröffentlichungen von Brunner (1907) & Redtenbacher (1906 & 1908), enthielt aber einige Arten, die die anderen Autoren nicht berücksichtigt hatten.

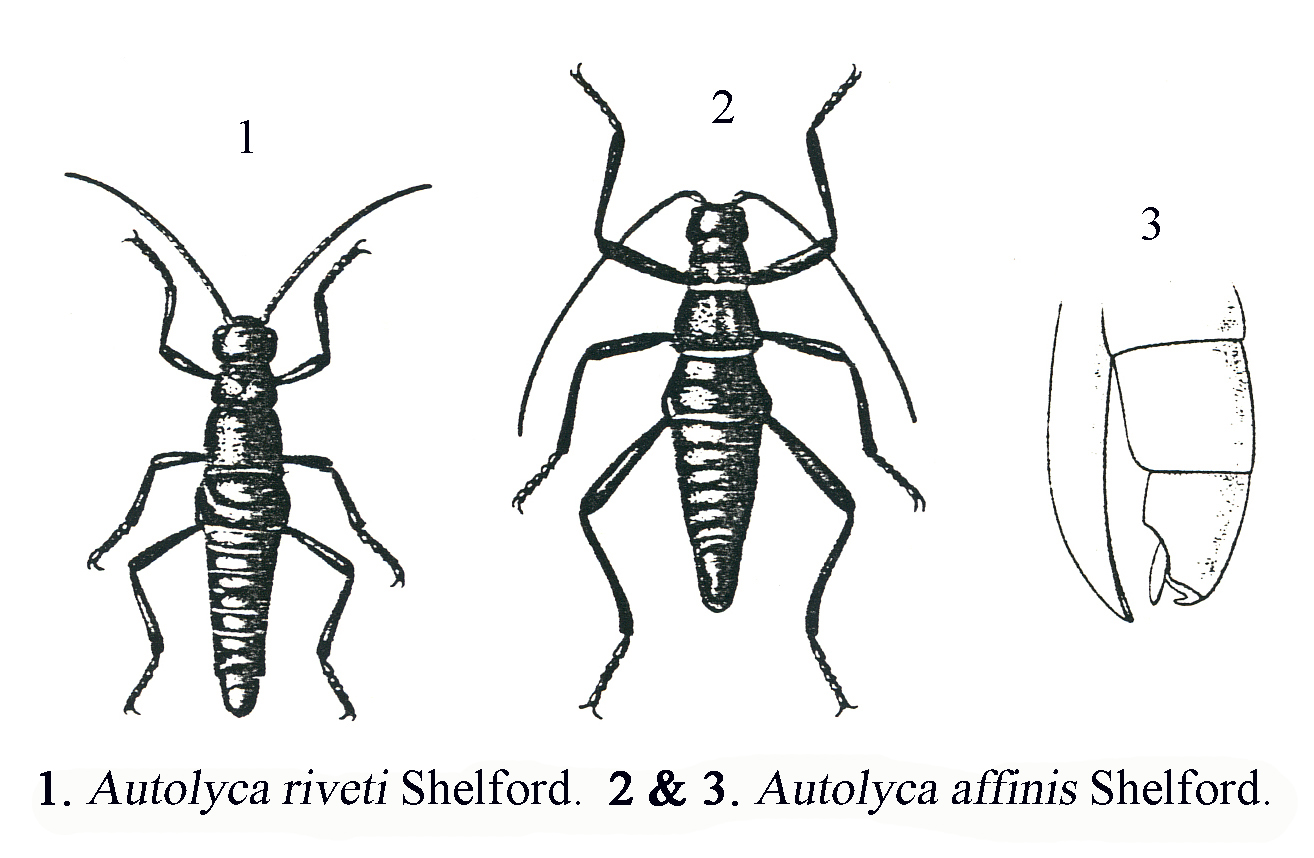
Illustration from Shelford's 1913 publication

Basierend auf seiner Arbeit in Oxford beschrieb Shelford lediglich fünf neue Arten von Phasmiden. Alle stammten aus Südamerika und die Beschreibungen wurden 1913, kurz nach seinem Tod, veröffentlicht. Es handelte sich dabei um folgende Arten:
- Autolyca affinis (Shelford, 1913: 61, pl. 3.7 & 3.8.)
- Autolyca riveti (Shelford, 1913: 60, pl. 3.6.)
- Libethra intermedia (Shelford, 1913: 61.)
- Ocnophila nana (Shelford, 1913: 61.)
- Ocnophila riveti (Shelford, 1913: 62.)

In seinem Werk A Naturalist in Borneo, verzeichnet Shelford einige Verweise auf Phasmiden (Seite 147–155, 215 und 315). Shelfords Beobachtungen an Insekten aus Borneo führte er sowohl an freilebenden als auch in Gefangenschaft gehaltenen Spezies aus. Er kommentierte das Verhalten von vielerlei Phasmiden während der Nachtzeit und verweist auf seine Beobachtungen an „einigen (Phasmiden), die ich in Gefangenschaft hielt“.
Er führt dann weiter aus, dass „die meisten der geflügelten Phasmidae, insbesondere einige mit prächtig gefärbten Flügeln, ernähren sich tagaktive oder ernähren sich wenigsten genauso bereitwillig tagsüber wie nachts, wenn sie sich in Gefangenschaft befinden“. Er macht einige Beobachtungen über die Eier von Phasmiden in Borneo und enthüllt, dass er, während er in England an seinem Buch schreibt eine kleine Kolonie von indischen Stabheuschrecken besitzt, „die sich seit einigen Generationen eingeschlechtlich vermehren“.

## Werke
Shelfords bekanntestes Werk, sein Buch A Naturalist in Borneo (Dt. „Ein Naturforscher in Borneo“), erschien 1916, einige Jahre nach seinem Tod. Die Fertigstellung erfolgte durch seinen Oxforder Kollegen Professor Edward B. Poulton. Die Erstausgabe des Buches erlangte einen hohen Bekanntheitsgrad und wurde als Paperback vom Verlag Oxford University Press 1985 neu herausgegeben.
Die von Bragg veröffentlichte Biographie von Shelford befasst sich hauptsächlich mit seiner Arbeit über Phasmiden (Stabheuschrecken). Weitere, von E. B. Poulton verfasste biographische Details, finden sich in der Einleitung zum Buch A Naturalist in Borneo.